# Kia EV9
De Kia EV9 is een elektrische auto van Kia in het SUV-segment. Het voertuig ging in 2023 in productie en is een ontwerp van de Libanese Karim Habib.

## Beschrijving
De EV9 werd onthuld als conceptauto tijdens de Greater Los Angeles Auto Show in 2021. Het concept toonde de mogelijkheid om het interieur van de wagen om te zetten naar een vergaderruimte met zeven stoelen.
De EV9 heeft twee batterijopties: een 76 kWh of een 100 kWh. De auto heeft een actieradius van respectievelijk 400 km en 500 km. In de praktijk werd met de 100kWh-accu een WLTP-bereik behaald van 541 kilometer.
Voor het eerst bevat de EV-reeks een drievoudige schermindeling, een instrumentenpaneel, een klimaatregeling, en een scherm voor infotainment.
Opladen van de wagen gaat via een CCS-poort (type 1 voor de VS en type 2 voor Europa) met een maximaal laadvermogen van 210 kW op zowel 400V als 800V infrastructuur.
De EV9 verscheen in Europa in juni 2023 tijdens het Goodwood Festival of Speed in België. Voor de Europese markt kwam uitsluitend het 100kWh-model beschikbaar.

## Technische specificaties
| Batterij | Vermogen | Koppel | 0-100 km/h | Topsnelheid | Actieradius |
| -------- | -------- | ------ | ---------- | ----------- | ----------- |
| 76 kWh   | 160 kW   | 350 Nm | 8,2 s      | 185 km/h    | ca. 400 km  |
| 100 kWh  | 150 kW   | 350 Nm | 9,4 s      | 185 km/h    | ca. 500 km  |
| 100 kWh  | 283 kW   | 600 Nm | 5,3 s      | 200 km/h    | ca. 500 km  |

## Galerij

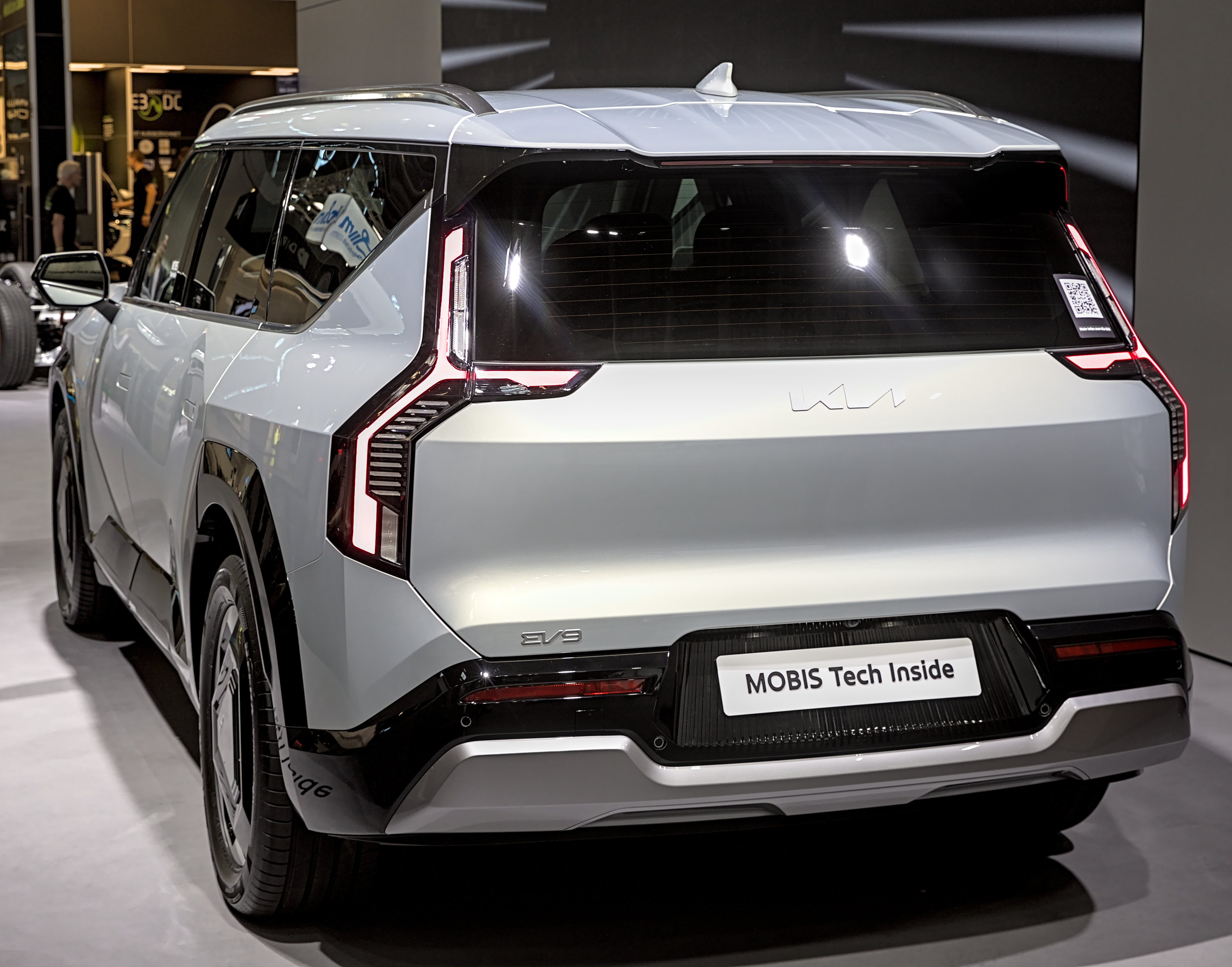
Achterzijde
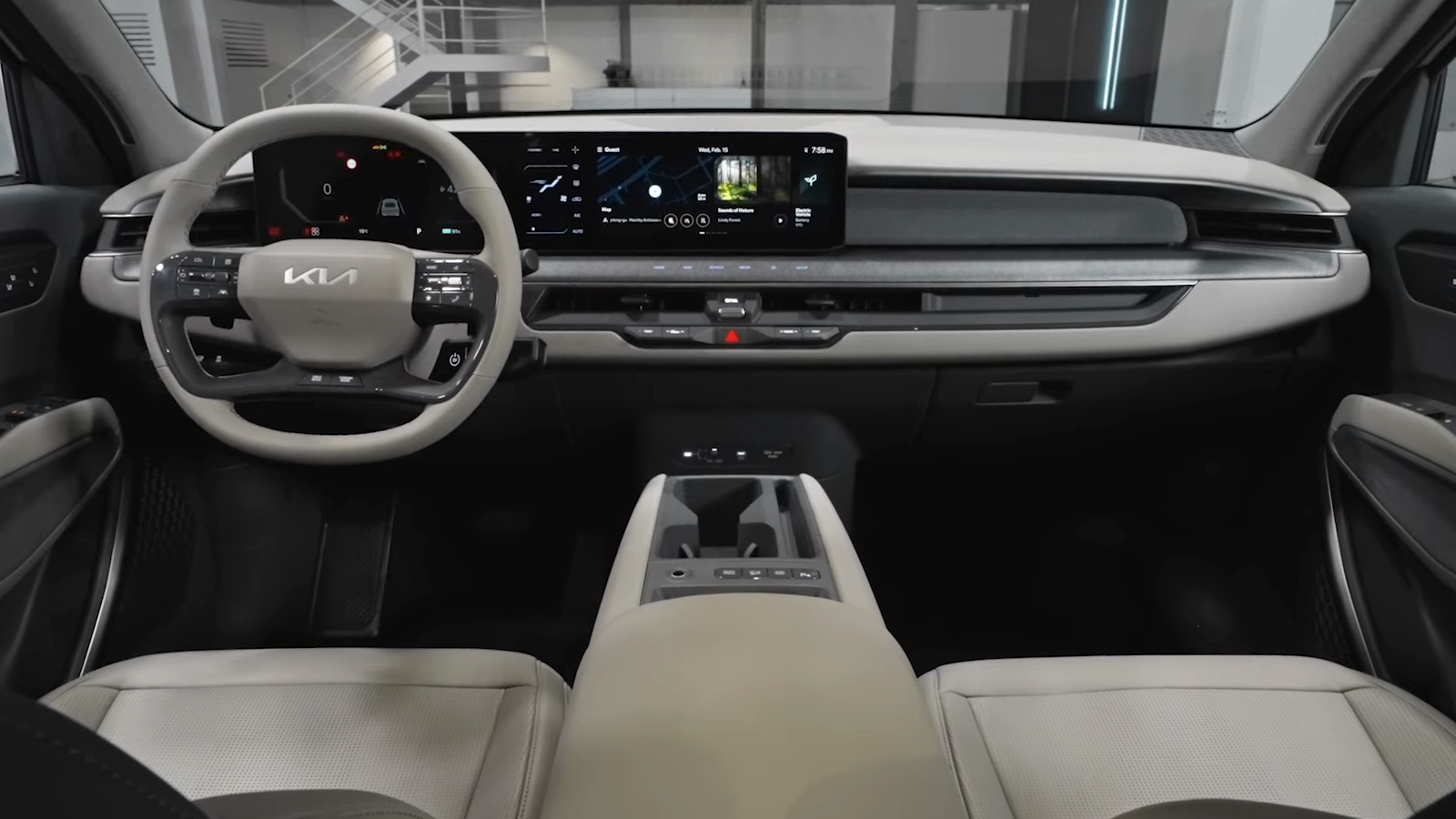
Dashboard